# Inworth
Inworth är en ort i civil parish Messing-cum-Inworth, i distriktet Colchester i grevskapet Essex i England. Orten är belägen 14 km från Colchester. År 1934 blev den en del av den då nybildade Messing-cum-Inworth. Parish hade 847 invånare år 1931.